# 苏万-屈布里-沙朗特奈
苏万-屈布里-沙朗特奈（法語：Soing-Cubry-Charentenay，法語發音：[swɛ̃ kybʁi ʃaʁɑ̃tnɛ]）是法国上索恩省的一个市镇，属于沃苏勒区。该市镇于1972年由原市镇屈布里莱苏万（Cubry-lès-Soing）和沙朗特奈（Charentenay）合并而成。

## 地理
苏万-屈布里-沙朗特奈（47°34'56"N, 5°52'43"E）面积28.63 平方千米，位于法国勃艮第-弗朗什-孔泰大區上索恩省，该省份为法国东部内陆省份，北起顺时针与孚日省、贝尔福地区省、杜省、汝拉省、科多尔省和上马恩省接壤。
与苏万-屈布里-沙朗特奈接壤的市镇（或旧市镇、城区）包括：费德里、尚特、努瓦当勒费鲁、索恩河畔赖、特拉沃、瓦讷、韦莱克松-克特雷和沃代、维勒费鲁、拉罗迈讷。

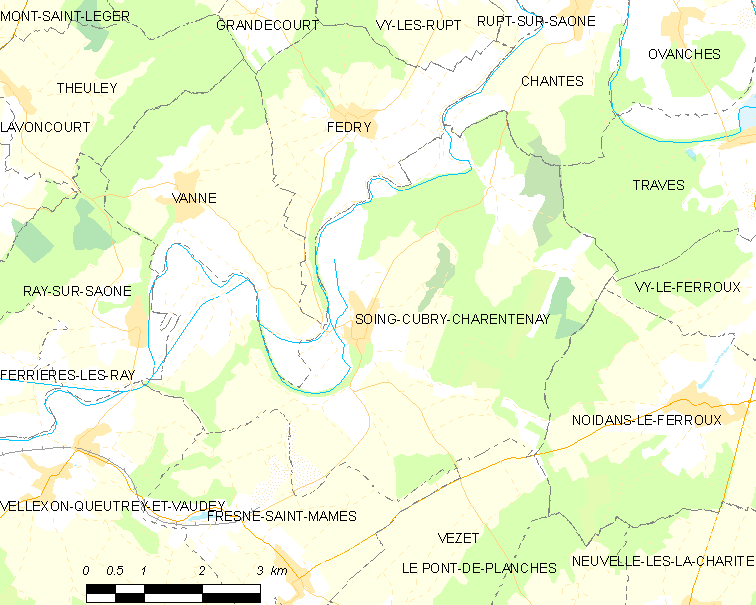
苏万-屈布里-沙朗特奈的OSM定位图

苏万-屈布里-沙朗特奈的时区为UTC+01:00、UTC+02:00（夏令时）。

## 行政
苏万-屈布里-沙朗特奈的邮政编码为70130，INSEE市镇编码为70492。

## 政治
苏万-屈布里-沙朗特奈所属的省级选区为索恩河畔塞和圣阿尔班县。

## 人口

1962-2008年间苏万-屈布里-沙朗特奈人口变化图示

苏万-屈布里-沙朗特奈于2022年1月1日时的人口数量为565人。